# Osteochilus kelabau
Osteochilus kelabau är en fiskart som beskrevs av Popta, 1904. Osteochilus kelabau ingår i släktet Osteochilus och familjen karpfiskar. Inga underarter finns listade i Catalogue of Life.